# 2021 في مصر
فيما يلي قوائم الأحداث التي وقعت خلال عام 2021 في مصر.

## الأحداث

### يناير وفبراير
- 18 يناير - فتح المجال الجوي، واستئناف الرحلات الجوية المباشرة بين مصر وقطر لأول مرة منذ عام 2017.[1]
- 4 فبراير - السلطات المصرية تطلق سراح صحفي قناة الجزيرة محمود حسين بعد خمس سنوات في السجن بتهمة نشر أخبار كاذبة.[2]
- 17 فبراير - مصر تشتري 168 صاروخ آر أي إم-116 مقابل 197 مليون دولار أمريكي.[3]
- 18 فبراير - لقاء الرئيس عبد الفتاح السيسي ورئيس الوزراء الليبي عبد الحميد محمد دبيبة في القاهرة.[4]

### مارس وأبريل
- 6 مارس - الرئيس عبد الفتاح السيسي يلتقي باللواء السوداني عبد الفتاح البرهان في الخرطوم.[5]
- 11 مارس - حريق مصنع ملابس القاهرة.[6]
- 23 مارس - إغلاق قناة السويس حيث جنحت سفينة الحاويات «إيفرغيفن» أثناء العاصفة الرملية.[7]
- 26 مارس - حادثة قطاري سوهاج: تصادم قطارين بمركز طهطا في محافظة سوهاج ما أدى لوفاة 19 شخصًا وإصابة عشرات آخرين.[8]
- 27 مارس – انهيار مبنى سكني في منطقة جسر السويس، مما أسفر عن مقتل 23 شخصاً.[9]
- 3 أبريل - نقل المومياوات الملكية من المتحف المصري إلى المتحف القومي للحضارة المصرية.[10]
- 18 أبريل - حادثة قطار طوخ: وفاة 11 شخصًا وعشرات المصابين جراء انحراف عربات قطار عن السكة الحديدية في طوخ، القليوبية.[11]
- 23 أبريل - الإعلان عن استئناف الرحلات الجوية الروسية إلى مصر، وبالتحديد مطاري شرم الشيخ والغردقة، بعد توقفها في 2015.[12]
- 25 أبريل:
  - صدور قرار جمهوري بتمديد حالة الطوارئ 3 أشهر.[13]
  - استقالة وزير الدولة للإعلام أسامة هيكل من منصبه.[14]
- 27 أبريل - مجلس النواب يوافق على مشروع تعديل قانون بما يسمح بإعفاء صندوق تحيا مصر من الضرائب والرسوم.[15]

### مايو
- 4 مايو - الإعلان عن عقد لتوريد 30 مقاتلة رفال فرنسية الصنع للقوات الجوية المصرية.[16]
- 5 مايو - وصول وفد تركي إلى القاهرة لبحث تطبيع العلاقات بين مصر وتركيا.[17]

### يونيو
- 30 يونيو - افتتاح الدورة 52 من معرض القاهرة الدولى للكتاب.[18]

### يوليو
- 3 يوليو: افتتاح قاعدة 3 يوليو البحرية.[19]

### أكتوبر
- 27 أكتوبر: تعيين الفريق أسامة عسكر رئيسًا لأركان القوات المسلحة.[20]

### نوفمبر
- 13 نوفمبر: العقارب تخرج من جحورها بسبب الطقس السيء وتؤدي إلى مقتل ثلاثة أشحاص ولسع أكثر من 400 في أسوان.
- 25 نوفمبر: الرئيس عبد الفتاح السيسي يفتتح طريق الكباش.[21]

## رياضة
- من 13 إلى 31 يناير - بطولة العالم لكرة اليد للرجال 2021.[22]
- مصر في الألعاب الأولمبية الصيفية 2020

## أفلام
- أعز الولد
- وقفة رجالة
- أحمد نوتردام
- ثانية واحدة
- شاومينج
- موسى

## مسلسلات
- الاختيار 2
- ستات بيت المعادي
- اللعبة 2: ليفل الوحش
- القاهرة كابول
- بين السما والأرض
- موسى
- نسل الأغراب
- هجمة مرتدة
- ضل راجل
- الطاووس
- النمر
- خلي بالك من زيزي
- فارس بلا جواز
- كوفيد-25
- ملوك الجدعنة
- نجيب زاهي زركش
- المداح

## جوائز
- 1 يونيو - وزارة الثقافة تعلن الفائزين بجوائز الدولة التقديرية والتشجيعية وجائزة التفوق لهذا العام.[23]

## وفيات

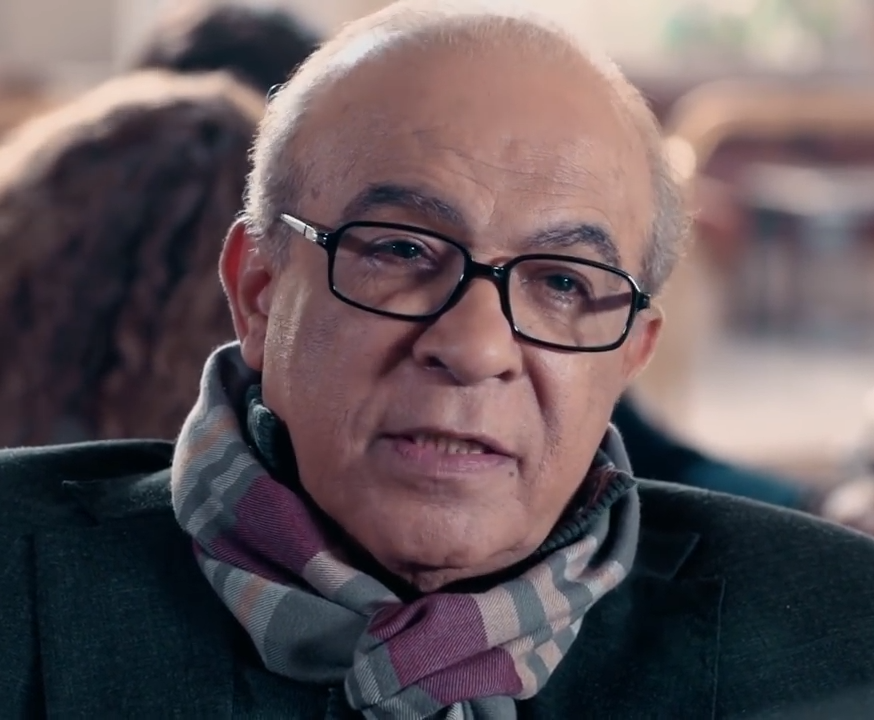
هادي الجيار

صفوت الشريف

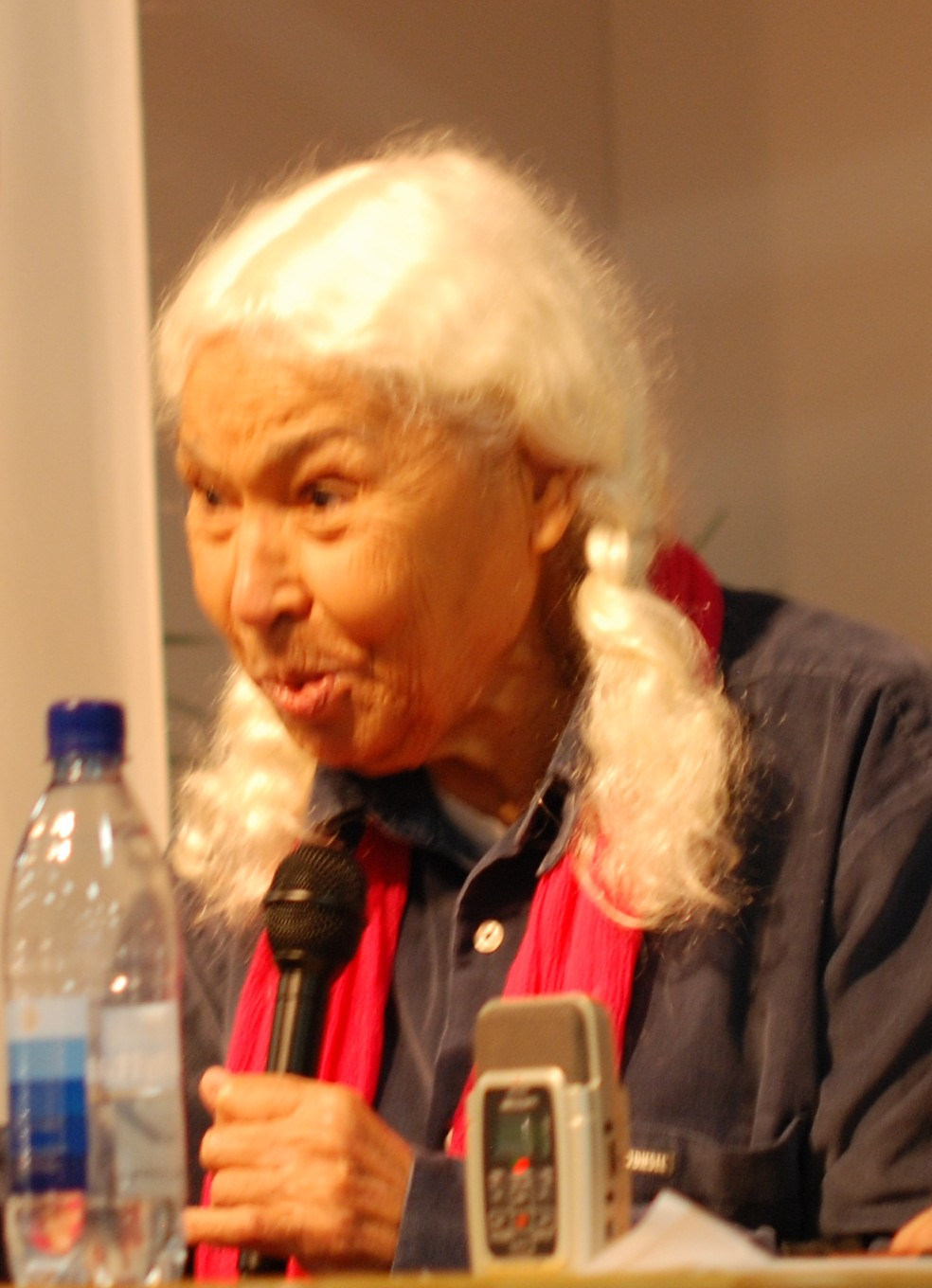
الناشطة النسوية نوال السعداوي

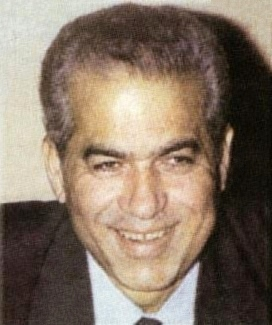
كمال الجنزوري خلال توليه منصب محافظ الوادي الجديد

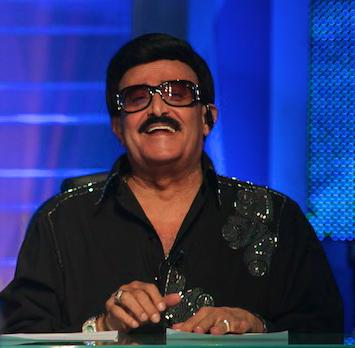
سمير غانم في برنامج تلفزيوني

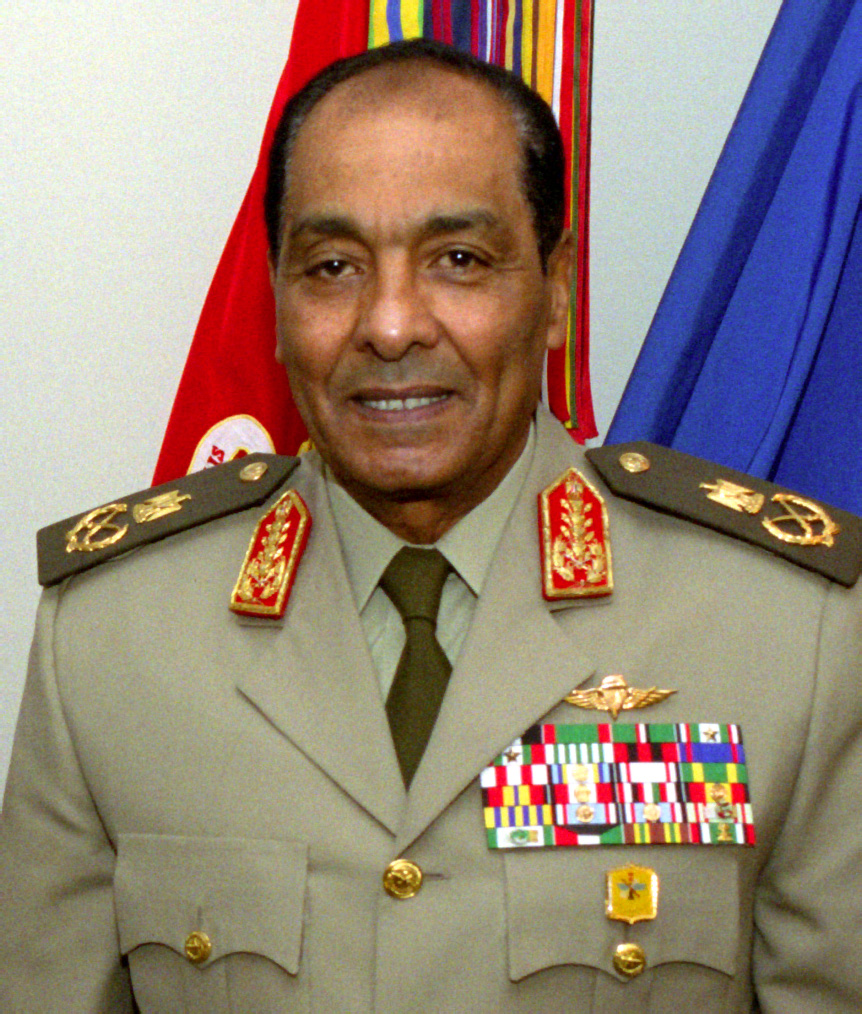
وزير الدفاع المصري السابق محمد حسين طنطاوي

- 2 يناير - وحيد حامد، كاتب سيناريو (76 سنة).[24]
- 10 يناير - هادي الجيار، ممثل (71 سنة).
- 11 يناير - ماجدة أبو هيف، إعلامية.[25]
- 13 يناير - شفيع شلبي، مذيع ومخرج تلفزيوني (73 سنة).[26]
- 14 يناير - صفوت الشريف، سياسي (87 سنة).[27]
- 22 يناير - كوثر هيكل، كاتبة (76 سنة).[28]
- 24 يناير - عبلة الكحلاوي، داعية إسلامية (72 سنة).[29]
- 29 يناير:
  - فهمي الخولي، مخرج مسرحي (79 سنة).[30]
  - محمود عبد الغفار، ممثل (70 سنة).[31]
- 5 فبراير:
  - عزت العلايلي، ممثل، (86 سنة).[32]
  - سعد الجمال، سياسي ورجل أمن، (75 سنة).[33]
- 11 فبراير - علي حميدة ممثل ومغني، (55 سنة).[34]
- 13 فبراير - محمد حافظ رجب كاتب، (86 سنة).[35]
- 15 فبراير - البدري فرغلي سياسي، (73–74 سنة).[36]
- 17 فبراير - أحمد طه الريان وعالم الزهري، (82 سنة).[37]
- 25 فبراير - حسين صبور، رجل أعمال، (84-85 سنة).[38]
- 26 فبراير - طارق البشري، مفكر وفقيه قانوني، (87 سنة).[39]
- 28 فبراير:
  - يوسف شعبان، ممثل، (90 سنة).[40]
  - أحلام الجريتلي، ممثلة، (73 سنة).[41]
- 4 مارس - كمال عامر، مدير المخابرات الحربية الأسبق.[42]
- 4 مارس - أحمد رجائي عطية، ضابط، مؤسس الوحدة 777، وشاعر.[43]
- 6 مارس - سوسن ربيع، ممثلة، (59 سنة).[44]
- 12 مارس - ملك اسماعيل إعلامية ومذيعة، (84 سنة).[45]
- 15 مارس - عادل هاشم، ممثل ومخرج، (82 سنة).[46]
- 18 مارس:
  - شاكر عبد الحميد، مترجم (68 سنة).[47]
  - منى بدر، ممثلة (84 سنة).[48]
- 19 مارس: عبد الوهاب خليل، ممثل، (80 سنة).[49]
- 21 مارس: نوال السعداوي، ناشطة نسائية، (89 سنة).[50]
- 31 مارس: كمال الجنزوري، رئيس الوزراء الأسبق، (88 سنة).[51][52]
- 6 أبريل - سيد عثمان، ممثل.[53]
- 8 أبريل - صلاح المناوي، رئيس هيئة عمليات القوات الجوية المصرية في حرب أكتوبر.[54]
- 15 أبريل - مكرم محمد أحمد، نقيب الصحفيين الأسبق.[55]
- 17 أبريل - هشام البسطويسي، نائب رئيس محكمة النقض الأسبق، والمرشح لرئاسة الجمهورية في انتخابات 2012.[56]
- 22 أبريل - مصطفى محرم، كاتب وسيناريست، (82 سنة).[57][58]
- 26 أبريل - حافظ سلامة، قائد مجموعات المقاومة الشعبية (96 سنة).[59]
- 26 أبريل - محمود عبد الله، قائد عسكري.[60]
- 27 أبريل - فوزية العباسي، إعلامية (81 سنة).[61]
- 3 مايو - ماهر العطار، مطرب، (83 سنة).[62]
- 7 مايو - جمال سلامة، موسيقار (76 سنة).[63]
- 10 مايو - عبده داغر، عازف كمان (84 أو 85 سنة).[64]
- 14 مايو - محمد ريحان، ممثل.[65]
- 16 مايو - نادية العراقية، ممثلة عراقية تعيش في مصر (57 سنة).[66]
- 20 مايو - سمير غانم، ممثل (84 سنة).[67]
- 21 مايو - أحمد بهجت فتوح، رجل أعمال.[68]
- 19 يونيو - سيد مصطفى، ممثل (65 سنة).[69]
- 29 يونيو - أنسي ساويرس، رجل أعمال (90 سنة).[70]
- 5 يوليو - سحر كامل، ممثلة.[71]
- 9 يوليو - جيهان السادات، زوجة الرئيس المصري الراحل أنور السادات (87 سنة).[72]
- 5 أغسطس: حسب الله الكفراوي، وزير الإسكان الأسبق.[73]
- 7 أغسطس: دلال عبد العزيز، ممثلة مصرية وهي زوجة الممثل سمير غانم (61 سنة).[74]
- 22 أغسطس: ماهر لبيب، ممثل (72 سنة).[75]
- 9 سبتمبر: محمود العربي، رجل أعمال (88–89 سنة).[76]
- 13 سبتمبر: إبراهيم عبد العال، الرقيب في الجيش المصري الذي كان أحد اثنين حازا لقب «صائد الدبابات»، حيث دمرا عشرات الدبابات الإسرائيلية في حرب أكتوبر 1973.
- 19 سبتمبر: إيهاب خورشيد، ممثل (81 - 82 سنة).[77]
- 21 سبتمبر: محمد حسين طنطاوي، وزير الدفاع السابق (85 سنة).[78]
- 26 سبتمبر - قاسم عبده قاسم، مؤرخ (79 سنة).[79]
- 16 أكتوبر - كرم النجار، مؤلف ومخرج (75 - 76 سنة).[80]
- 21 أكتوبر - حسن حنفي، مفكر (86 سنة).[81]
- 31 أكتوبر - طارق وهدان، بطل العالم في رفع الأثقال البارالمبية مصري.
- 3 نوفمبر - حسن الألفي، وزير داخلية سابق.[82]
- 6 نوفمبر - أحمد عبد الحي، ممثل.
- 9 نوفمبر - أحمد خليل، ممثل (80 سنة).[83]
- 10 نوفمبر - جاذبية سري، فنانة تشكيلية.[84]
- 15 نوفمبر - مها حسني، إعلامية ومذيعة.
- 15 نوفمبر - محمود اللوزي، مُخرج سينمائي مصري (63 سنة).
- 17 نوفمبر - شيرين الدويك، إعلامية ومذيعة بالتلفزيون المصري.
- 20 نوفمبر - مسعد الطنباري، مُخرج (71 سنة).[85]
- 21 نوفمبر - سهير البابلي، ممثلة (84).[86]
- 22 نوفمبر - أسماء مصطفى، إعلامية ومقدمة برامج تلفزيون.
- 23 نوفمبر - هدى شبانة، إعلامية ومذيعة تلفزيون.
- 24 نوفمبر - شيماء فرح، كاتبة روائية.
- 25 نوفمبر - منيرة يوسف، إعلامية ومذيعة.
- 11 ديسمبر - محمد عبد الحليم، ممثل.[87]
- 13 ديسمبر - محمد نبيه (ممثل)، ممثل (91 سنة).[88]
- 14 ديسمبر- عبد الرحمن حسنين مخلوف، مهندس معماري ومخطط إمارة أبوظبي.[89]
- 18 ديسمبر - محب كاسر (75 سنة).[90][91]
- 28 ديسمبر: عزة الإتربي، مذيعة وإعلامية.
- 30 ديسمبر: هشام القاضي حنفي، سياسي وبرلماني مصري.
- 31 ديسمبر: جابر عصفور، كاتب وأكاديمي ووزير سابق.[92]